# 1990년 태평양 돌핀스 시즌
1990년 태평양 돌핀스 시즌은 태평양 돌핀스가 KBO 리그에 참가한 3번째 시즌으로, 삼미 슈퍼스타즈, 청보 핀토스 시절까지 합하면 9번째 시즌이다. 김성근 감독이 팀을 이끈 마지막 시즌이며 김성근 감독이 시즌 전 소위 "임호균 각서 파동" 때문에 구단 최고책임자와 감정싸움을 벌인 데다 5할 승률을 목표로 4위에 턱걸이한다는 전략을 세웠으나 1989년 포스트시즌 진출의 여파로 최창호 정명원 김동기 등이 전지훈련에 합류하지 못할 정도로 긴 연봉싸움을 벌인 것 외에도  에이스 박정현마저 허리부상으로 도중하차하는 바람에 전년도의 돌풍을 더 이상 이어가지 못한 데다 해태와의 7월 경기에서 밀린 뒤  0.496(58승 59패 3무)에 그쳤으며  7팀 중 정규시즌 5위에 머물러 포스트시즌 진출에 실패했고 이로 인해 1988년 9월 10일부터 3년 계약으로 취임했던 김성근 감독이 계약기간을 1년 남겨둔 채 물러났지만 그 해 58승으로 1989년 단일시즌제 도입 후(양대리그 체제인 99~2000년 제외) 2015년 와일드카드 제도 도입 이전까지의 5위팀 최다 승 기록(종전 기록은 89년 OB 54승)을 갱신했으나 1993년 빙그레(61승)(롯데(62승)에 비해 승수에서 뒤졌음에도 패수(빙그레 61 롯데 63)에서 우세) 1998년 해태(61승)(승수는 OB와 같았지만 패수에서 뒤짐)에 의해 갱신되는 듯 했으나 2002년 두산이 66승으로 갱신했지만(LG와 승수가 같았음에도 패수에서 뒤짐) 2013년 롯데(66승)에 의해 타이가 됐다.

## 타이틀
- 올스타전 추천선수: 양상문, 이선웅
- 출장(타자): 이선웅, 김경기 (120)
- 2루타: 김경기 (29)
- 도루: 김일권 (48)
- 선발 GSC: 최창호 (9월 19일 빙그레전, 94)

### 퓨처스리그
- 장타율: 김진한 (0.588)
- OPS: 김진한 (1.002)
- 다승: 조영상 (7)
- 탈삼진: 조영상 (60)

## 선수단
- 선발투수 : 박정현, 최창호, 양상문, 조병천, 조영상
- 구원투수 : 임호균, 조웅천, 정명진, 정은배, 신완근
- 마무리투수 : 박은진, 허정욱, 김력, 배경환, 노민승, 박상범, 오영일, 이길환, 정명원
- 포수 : 김동기, 김진한, 김경문, 최광천
- 1루수 : 김경기, 정상진, 김바위
- 2루수 : 김인호, 김한근, 이광길, 정영기
- 유격수 : 이선웅, 곽권희, 원원근
- 3루수 : 이희성, 권준헌, 윤성훈
- 좌익수 : 여태구
- 중견수 : 김일권, 홍문종
- 우익수 : 김윤환, 이상대, 김진규
- 지명타자 : 이광근, 정진호, 강호규, 임진수, 박준태, 최용철, 강광회, 김풍기

## 특이 사항
- 최창호는 1990년 9월 3일 인천 도원구장에서 열린 LG 트윈스와의 더블헤더 2차전에서 KBO 역대 최초로 3타자 연속 볼넷 후 3타자 연속 삼진이라는 진기록을 세웠다.
- 최창호는 후반기 20경기에 선발등판하여 KBO 리그 단일 시즌 후반기 최다 기록을 세웠다.
- 이 시즌을 끝으로 은퇴한 오영일은 통산 371탈삼진으로 역대 KBO 리그 통산 1000이닝 투수 중 최소 기록을 보유하고 있다.
- 홍문종은 이 시즌을 끝으로 은퇴하여 KBO 리그 통산 3000타석 미만 타자 중 통산 최다 도루 실패(84)로 은퇴한 타자가 되었다.
- 임호균은 이 시즌을 끝으로 은퇴하여 KBO 리그 통산 1000이닝 미만 투수 중 통산 최다 완투(40) 기록을 세웠다.
- 이길환은 이 시즌을 끝으로 은퇴하여, KBO 리그 역대 주포지션이 투수였던 선수 중 통산 최고 BABIP(1.000) 기록을 세웠다.
- 이 시즌은 KBO 리그 사상 2번째로 규정 타석을 채운 야수 전원이 WAR 양수를 기록한 시즌이다. 그 중 가장 WAR이 낮았던 김일권은 WAR 0.55를 기록했다.
- 12월 18일 OB 베어스에서 뛰던 송재박을 트레이드를 통해 영입했다. 이로써 송재박은 KBO 리그 사상 최초로 리그 내 트레이드로 팀을 옮긴 용병 선수가 되었다.
- 투수 최계훈은 이 시즌을 끝으로 은퇴했으며, 이듬해 KBO 심판위원이 되어 KBO 리그 사상 최초의 프로 투수 출신 심판이 되었다.

## 같이 보기
- 1991년 태평양 돌핀스 시즌
- 1992년 태평양 돌핀스 시즌